# Късоопашати опосуми
Късоопашатите опосуми (Monodelphis) са род бозайници от семейство опосумови (Didelphidae).

## Разпространение
С изключение на Monodelphis dimidiata всички видове от този род предпочитат влажни гори, намиращи се от Панама до северна и североизточна Аржентина.

## Описание
Представителите са малко по-едри от домашна мишка. Цветът на космената покривка е изключително разнообразен. Коремната торба не е добре развита. Млечните зърна са подредени в кръг на корема на брой 8 – 14 в зависимост от вида.
Изучаването на поведението на тези животни е трудно поради това, че са с малки размери, трудно уловими, нощни и дневни и живеят в гъсти тропически джунгли. Крайниците са добре приспособени за дървесен живот. Те са основно активни през нощта, въпреки че някои видове показват тенденция на дневна активност.

## Хранене
Те са всеядни животни, които се хранят с малки гризачи и други гръбначни животни, членестоноги, яйца, мърша, плодове, семена и други растителни храни. Някои видове са предимно насекомоядни.

## Размножаване
Бременността продължава по-малко от две седмици. Младите стават независими на около три или четири месеца, а половата зрялост настъпва на четири или пет месеца.

## Списък на видовете
- Monodelphis adusta
- Monodelphis americana
- Monodelphis brevicaudata
- Monodelphis dimidiata
- Monodelphis domestica
- Monodelphis emiliae
- Monodelphis glirina
- Monodelphis iheringi
- Monodelphis kunsi
- Monodelphis maraxina
- Monodelphis osgoodi
- Monodelphis palliolata
- Monodelphis reigi
- Monodelphis ronaldi
- Monodelphis rubida
- Monodelphis scalops
- Monodelphis sorex
- Monodelphis theresa
- Monodelphis umbristriata
- Monodelphis unistriata